# Ołeksandr Byczkow
Ołeksandr Anatolijowycz Byczkow, ukr. Олександр Анатолійович Бичков (ur. 24 lutego 1983 w obwodzie odeskim) – ukraiński piłkarz, grający na pozycji napastnika lub pomocnika.

## Kariera piłkarska

### Kariera klubowa
Wychowanek klubu Junha-Czorne More Odessa, barwy którego bronił w juniorskich mistrzostwach Ukrainy (DJuFL). W 2001 rozpoczął karierę piłkarską w mołdawskim klubie Constructorul Cioburciu, który w następnym sezonie zmienił nazwę na FC Tiraspol. Podczas przerwy zimowej sezonu 2003/04 przeniósł się do Sheriffa Tyraspol. Zimą 2006 powrócił do FC Tiraspol. Na początku 2008 zasilił skład FK Połtawa. W sezonie 2009/10 rozegrał jeden mecz przed rozpoczęciem mistrzostw Ukrainy oraz jeden mecz po ich zakończeniu w mołdawskim klubie Dinamo Bendery. Podczas przerwy zimowej sezonu 2011/12 opuścił połtawski klub. Latem 2012 został piłkarzem Dynamo-Chmielnicki. W lipcu 2013 przeszedł do zespołu Reał Farma Owidiopol.

## Sukcesy i odznaczenia

### Sukcesy klubowe
- mistrz Mołdawii: 2004, 2005
- brązowy medalista mistrzostw Mołdawii: 2006
- wicemistrz Drugiej Ligi Ukrainy: 2012
- finalista Pucharu Mołdawii: 2004
- zdobywca Superpucharu Mołdawii: 2004, 2005